# Hamid Nacer-Khodja
Pour les articles homonymes, voir Nacer (homonymie).
Hamid Nacer-Khodja (en arabe : حميد ناصر خوجة), né le 25 janvier 1953 à Palestro (Algérie) et mort le 16 septembre 2016 à Djelfa, est un écrivain, universitaire et poète algérien.

## Biographie
Hamid Nacer-Khodja fait ses études primaires, secondaires et supérieures (École nationale d’administration) à Alger. Après avoir exercé de nombreuses responsabilités au sein de l'administration locale, il se réoriente et entreprend des études de Lettres Modernes à la Sorbonne, puis à l'université Montpellier-III où il rédige successivement un mémoire de DEA puis une thèse sur Jean Sénac critique d'art. Après l'obtention de sa thèse de littérature comparée (soutenue en 2005 sous la direction du professeur Guy Dugas), il enseigne au département des langues à l'université de Djelfa où il dirige l'Institut des lettres et des langues. Poète lui-même, il s'attache particulièrement à l'édition et à l'analyse de l'œuvre de Jean Sénac.
L'universitaire et poète meurt dans la nuit du 16 septembre 2016 à Djelfa des suites d'une maladie, selon l'agence de presse APS,.

## Ouvrages

### Poésie
- La Profonde terre du verbe aimer. Alger, éd. Lazhari Labter, 2015. (contient Après la main précédé de De Bouche à oreille, de Marc Bonan)  (ISBN 978-9947-87-80-02).

Des poèmes de Hamid Nacer-Khodja figurent dans : 
- Jean Sénac, Anthologie de la nouvelle poésie algérienne, essai et choix de Jean Sénac (Youcef Sebti, Abdelhamid Laghouati, Rachid Bey, Djamal Imaziten, Boualem Abdoun, Djamal Kharchi, Hamid Skif, Ahmed Benkamla et Hamid Nacer-Khodja), avec un graphisme de Mustapha Akmoun, Paris, Poésie 1, no 14, Librairie Saint-Germain-des-Prés, 1971, 130 p.
- Jeunes poètes algériens, choix de Jean Déjeux, Éditions Saint-Germain-des-Prés, Paris, 1981.
- Kamel Bencheikh, Jeune poésie algérienne, Traces n° 60, Le Pallet, anthologie de poètes algériens, introduction et choix de Kamel Bencheikh.
- Tahar Djaout, Les Mots migrateurs, Une anthologie poétique algérienne, présentée par Tahar Djaout, (Youcef Sebti, Rabah Belamri, Habib Tengour, Abdelmadjid Kaouah, Hamid Tibouchi, Mohamed Sehaba, Hamid Nacer-Khodja, Tahar Djaout, Amine Khan, Daouia Choualhi), Office des Publications Universitaires (OPU), Alger, 1984.
- Abdelmadjid Kaouah, Poésie algérienne francophone contemporaine, couverture de Hamid Tibouchi, Autres temps éditions, Marseille, 2004  (ISBN 978-2-84521-175-9).
- Ali El Hadj Tahar, Encyclopédie de la poésie algérienne de langue française, 1930-2008 (en deux tomes), Alger, Éditions Dalimen, 2009, 956 p.  (ISBN 978-9961-759-79-0).
- Samira Negrouche, Quand l’amandier refleurira, Anthologie de poètes algériens contemporains, Éditions de l'Amandier, Paris, 2012.
- Abdelmadjid Kaouah, Quand la nuit se brise (Poésie algérienne francophone contemporaine), éditions du Seuil, Paris, 2012.

### Récit
- Jumeau, Paris, Éditions Marsa, 2012  (ISBN 978-2-913868-97-7). Nouvelle édition revue par l'auteur, Jumeau ou un bonheur pauvre. Alger, éd. El Kalima, 2016.

### Essais
- Albert Camus, Jean Sénac ou le fils rebelle  (préf. Guy Dugas), Paris / Alger, Paris-Méditerranée / EDIF, coll. « cachet volant  (ISSN 1285-5316) » (réimpr. 2004) (1re éd. 2000), 183 p., 24 cm (ISBN 2-84272-206-X, OCLC 469441433, BNF 39185439, SUDOC 080721117, présentation en ligne).
- Sénac chez Charlot, (Domens, 2007). Repris dans Des écrivains chez Charlot, co-éd. El Kalima, Alger/Domens, Pézenas, 2016.
- Jean Sénac critique algérien  (préf. Guy Dugas (1950-)), Alger, El Kalima, 2013, 542 p., 24 cm (ISBN 978-9931-441-11-3, OCLC 884575340, BNF 45707100, SUDOC 178029149, présentation en ligne).

### Articles, préfaces et postfaces
- Jean Sénac, Œuvres poétiques, préface de René de Ceccatty, postface de Hamid Nacer-Khodja, Arles, éditions Actes/Sud, 1999[a]; réédition avec une bibliographie revue et augmentée, Actes/Sud, 2019, 835 p.  (ISBN 978-2-330-11818-1).
- Jean Sénac et ses revues. Alger, 1949-1953, in La Revue des revues no 37, p. 46-75, Paris, Ent'revues, 2005 [présentation en ligne].
- Jean Sénac, « Notes sur Max Jacob », Les Cahiers Max Jacob, Quimper, association des Amis de Max Jacob, no 6,‎ 2006, p. 95-96 (ISSN 1760-5830, lire en ligne).
- Nadia Sebkhi (préf. Hamid Nacer-Khodja), Les Sanglots de Césarée, L. de Minuit, 2012, 219 p. (ISBN 978-9-96198-862-6).
- Tahar Djaout, Une mémoire mise en signes, Écrits sur l'art, textes réunis par Michel-Georges Bernard, préface de Hamid Nacer-Khodja, El Kalima Éditions, Alger, 2013, 287 p.  (ISBN 978-9931-441-10-6).
- « Le double destin des archives Jean Sénac », Continents manuscrits, Paris, Institut des textes et manuscrits modernes (ITEM),‎ 2014 (ISSN 2275-1742, lire en ligne).

### Édition
- Jean Sénac, Pour une terre possible, textes rassemblés, annotés, préfacés et accompagnés de jalons biographiques et d'une bibliographie de Hamid Nacer-Khodja, édition établie par Marie Virolle, Paris, Marsa, 1999[b].
- Jean Sénac, Visages d'Algérie, Écrits sur l'art, textes rassemblés par Hamid Nacer-Khodja, préface de Guy Dugas, [textes notamment sur Mohamed Aksouh, Abdallah Benanteur, Baya, Sauveur Galliéro, Mohammed Khadda, Jean de Maisonseul, Maria Manton, Denis Martinez, Louis Nallard], Paris, Paris-Méditerranée / Alger, EDIF 2000, 2002  (ISBN 2-84272-156-X).
- Guy Dugas (dir.), Université Paul Valéry, Un itinéraire personnel : Jean Sénac critique (Thèse de doctorat), Montpellier, 2005, 412 p., 30 cm (SUDOC 110030001).
- Jean Sénac, Pour une terre possible, édition établie et présentée par Hamid Nacer-Khodja[c], Paris, éditions du Seuil, collection Points Poésie, 2013, 318 p.  (ISBN 9782757837146).
- Tombeau pour Jean Sénac, sous la direction de Hamid Nacer-Khodja, textes de Guy Dugas, Katia Sainson, Christiane Chaulet-Achour, Abdelmadjid Kaouah, Dominique Combe, Camille Tchero, Pierre Rivas, Hervé Sanson, Michel-Georges Bernard, Guy Basset, Marc Bonan, Hamid Nacer-Khodja, Colette Achache, Salah Guemriche et Hamid Tibouchi, éditions Aden, Alger, 2013, 200 p.  (ISBN 978-9931-401-00-1).